# ベルトン (テキサス州)
ベルトン（Belton）は、アメリカ合衆国テキサス州の都市。ベル郡の郡庁所在地である。人口は2万3054人（2020年）。メアリー・ハーディン＝ベイラー大学の立地する学園都市。州間高速道路35号線沿い、州都オースティンとウェーコの間、テンプルの西隣に位置する。

## 歴史

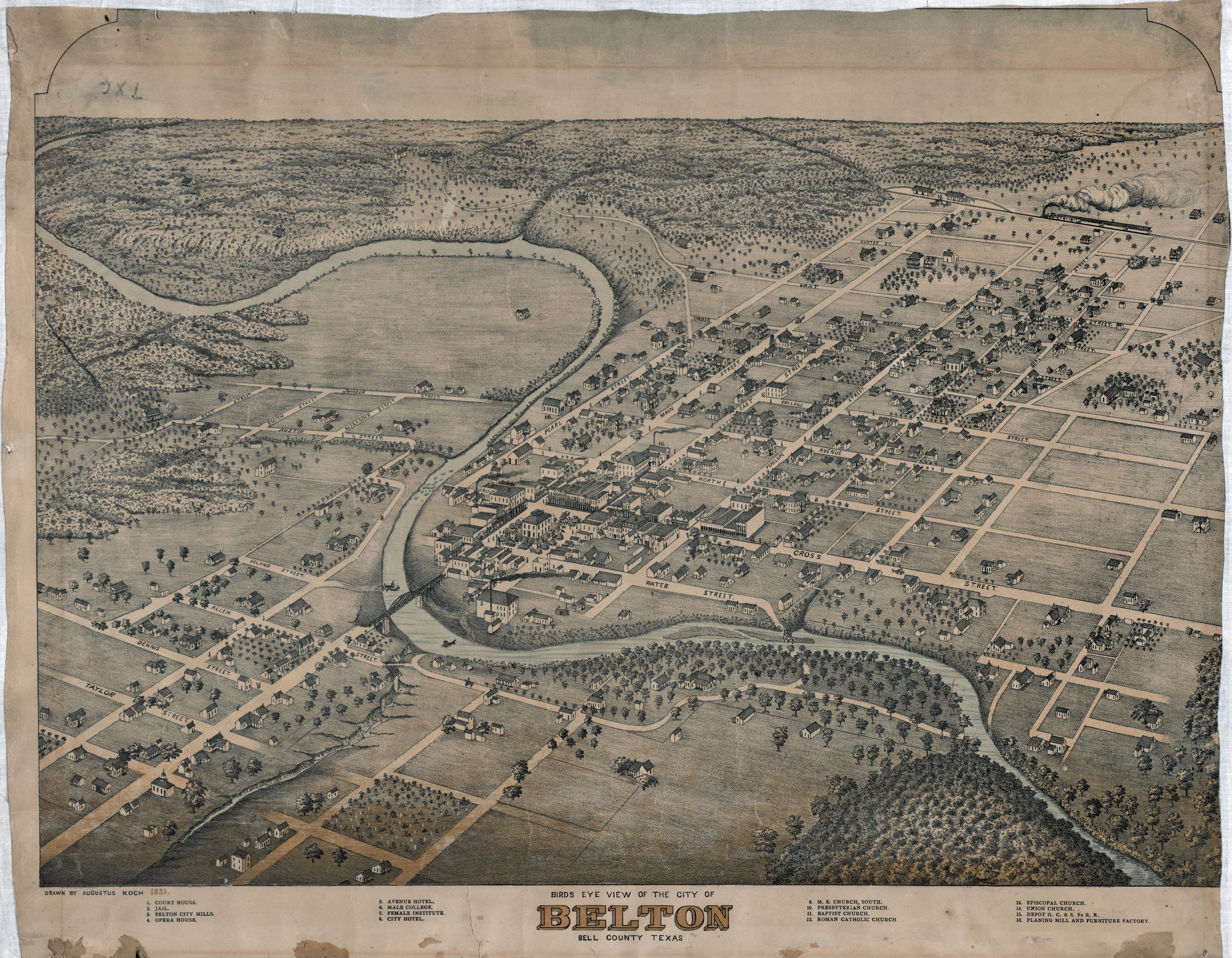
ベルトンの鳥瞰図（1881年）

今日のベルトン市、およびベル郡があるこの地には、紀元前6000年には既に人類が住み着いていた。スティルハウス・ホロウ湖やベルトン湖の近隣では、野営地や貝塚、墳丘墓といった、古代に人類が住み着いていたとする根拠となるものが発掘されている。この地に最も早くから住み着いていたのは、バッファローを徒歩で追っていたトンカワ族であった。その後、この地にはリパン・アパッチ族、ウェーコ族、ナダコ族、カイオワ族、およびコマンチェ族が住み着いてきた。1840年代頃までには、それまでこの地に住み着いていた先住民はほとんど追い出されたが、コマンチェ族との小競り合いは1870年代に至るまで続いた。
1850年、この地に1つの町が創設され、アイルランド系テキサス人探検家フィリップ・ノーランにちなんで名付けられたノーランスプリングスから名を取って、ノーランビルと名付けられた。翌1851年、当時のテキサス州知事ピーター・ハンズボロウ・ベルの名を取ったベル郡が創設されると、この町に郡庁が置かれ、ベルトンと改名された。1860年には、ベルトンはベル郡内で最大となる、300人の人口を抱えた。南北戦争に至るまでは、ベルトンには親北軍の少数派が多く、ホイッグ党系でテキサス州の連邦脱退に反対の立場を取るインディペンデント紙が刊行され、また連邦脱退に強く反対したサミュエル・ヒューストンの知事就任を支持する者が圧倒的に多かった。しかし、1861年にベル郡は連邦脱退を支持し、多くの住民が南軍側に就いて戦った。南北戦争終結後、ベルトンの治安は悪化した。1866年、北軍の支持者がリンチに遭い、市の連邦判事を守るために連邦軍が動員された。レコンストラクション後、牛の運搬路となったチザム・トレイルに近かったことから、市は地域における交易の中心地へと発展していった。
1868年、ベルトンのユニオン日曜学校のマーサ・マックワーターは、当時テキサス唯一の女性の共同体であったベルトン女性共同体を創設し、ホテル等いくつかの事業を始め、成功させた。しかし、1899年にこの共同体は資産を売り払い、メリーランド州に移転した。
1880年代、ベルトンは急速な発展を遂げ、ベル郡庁舎やメアリー・ハーディン＝ベイラー大学の校舎が建てられた。しかし、1881年に敷かれた鉄道はベルトンを迂回し、駅はテンプルに設けられた。1904年の時点では、ベルトンは3,700人の人口を抱えていた。1928年には、ベルトンは人口6,500人を数えた。しかし、翌1929年の世界恐慌は市に壊滅的な打撃を与え、1931年には人口3,779人と、わずか3年でほぼ半減した。その後、第二次世界大戦が開戦すると、1942年にフォート・フッドが置かれ、この地域の人口と経済活動は急増した。1950年の国勢調査時には、ベルトンは人口6,246人を抱え、世界恐慌前の水準にほぼ回復した。その後も人口は増え続け、1990年には約2倍の12,476人、2020年には3倍近い23,054人に増加した。

## 地理と都市概観

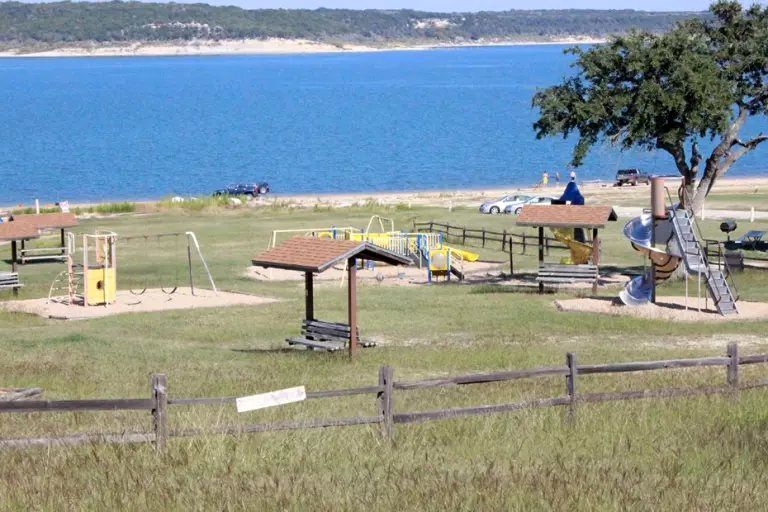
ベルトン湖

ベルトンは北緯31度3分22秒 西経97度27分48秒 / 北緯31.05611度 西経97.46333度に位置している。市はテキサス州中央部の州間高速道路I-35沿い、ウェーコの南68km、州都オースティンの北97kmに位置する。
アメリカ合衆国国勢調査局によると、ベルトン市は総面積51.7km2（20.0mi2）である。そのうち49.0km2（18.9mi2）が陸地で2.6km2（1.0mi2）が水域である。総面積の5.08%が水域となっている。 市の北東にはブラゾス川水系のレオン川が流れ、隣接するテンプルとの市境になっている。市の北端には、レオン川を堰き止めて造られた人造湖で、ベルトン・テンプル両市の水道水源ともなっているベルトン湖がある。このレオン川の支流であるノーラン・クリークは市の中心部を流れており、ベル州庁舎のすぐ南を流れる。市域はI-35沿いにさらに南へ、サレード村の近くまで延びている。市中心部の標高は157mである。
ベルトンの気候は、蒸し暑い夏と、乾燥して日中は温暖なものの夜になるとやや冷え込む冬に特徴付けられる。ケッペンの気候区分では、ベルトンはアメリカ合衆国南部に広く分布する温暖湿潤気候（Cfa）に属するものの、実際は亜熱帯性に近い気候である。気候についての詳細は、テンプル (テキサス州)#気候を参照のこと。
ベル州庁舎はノーラン・クリークの北岸、南北に通るメイン・ストリート（州道317号線）と東西に通るセントラル・アベニューの南東角に建つ。南北に通る通りはセントラル・アベニューを境に北（N）と南（S）に、また東西に通る通りはセントラル・アベニューを境に西（W）と東（E）に分かれる。即ち、ベル郡庁舎が市の中心となっている。セントラル・アベニュー以北には数字のついた通りがいくつかあり、1stストリートから順に、セントラル・アベニューから離れるほど数字が大きくなる。

## 政治

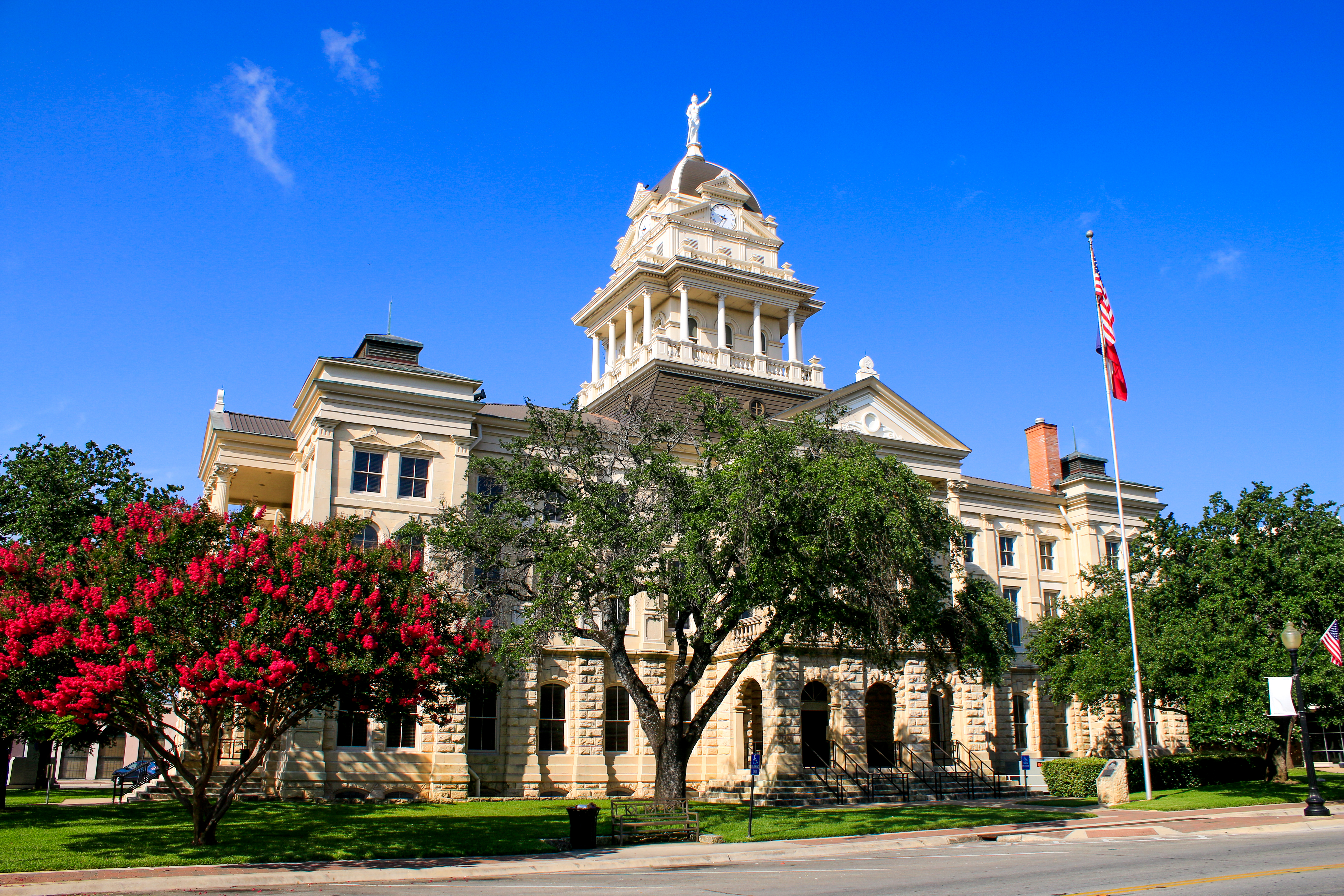
ベル郡庁舎

ベルトンはシティー・マネージャー制を採っている。市の立法機関である市議会は市長および6人の市議員から成っており、ともに任期は2年である。市議会は行政実務の最高責任者であるシティー・マネージャーや、市書記官、市弁護士、市判事を任命する。また、市議会は予算を承認し、税率を決定し、市憲章および州法の定めるところに基づいて購買および契約を承認する。

## 交通
ベルトンを含むキリーン・テンプル都市圏の玄関口となる空港は、キリーンの南西約11km、ベルトンの中心部からは西へ約35kmに立地するキリーン・フォートフッド空港（IATA: GRK）である。この空港はロバート・グレイ陸軍飛行場と施設を共用する、軍民両用の空港である。同空港にはアメリカン航空によるダラス・フォートワース便、およびユナイテッド航空によるヒューストン便が就航している。より規模が大きく、便数の多い空港としては、オースティンのバーグストロム国際空港（IATA: AUS）があり、ベルトンの中心部からは車で1時間強である。また、ベルトンの中心部からダラス・フォートワース国際空港（IATA: DFW）へ直接車で行っても2時間半程度である。
市中心部の南では州間高速道路I-14がI-35と分岐/合流する。I-35はベルトン市域を南北に縦断し、中心部の東を通る。I-35はメキシコとの国境の街ラレドからミネソタ州ダルースへと、合衆国中央部を縦断する幹線で、テキサス州内においては、サンアントニオ・オースティンとダラス・フォートワースとを結び、州の人口の約3/4が集中するテキサス・トライアングルの1辺を成す重要な道路である。I-14はアメリカ合衆国憲法修正第14条にちなんで州間高速道路番号が振られたもので、ベルトンからキリーンへと向かう区間が2017年に第1期として開通した。
ベルトンにはグレイハウンドの便は無いが、同社と提携しているアロー・トレイルウェイズのバスが、キリーンからテンプルを経由してウェーコ間は1日2便、キリーンからオースティンを経由してヒューストンまでは1日1便運行されている。また、テンプルにはアムトラックの駅があり、シカゴとサンアントニオを結ぶテキサス・イーグル号が北行、南行とも1日1便停車する。この列車は、週3便はサンアントニオでサンセット・リミテッド号と連結し、ロサンゼルスへと向かう。
キリーン・テンプル地域の公共交通機関としては、ヒル・カントリー交通局がザ・ホップという路線バスを運行しており、ベルトンにも市内循環の1系統（#610）を運行している。また、テンプルとハーカーハイツ（キリーン東郊）を結ぶ#200は、ベルトンの中心部の南にある南軍公園に停車する。

## 教育

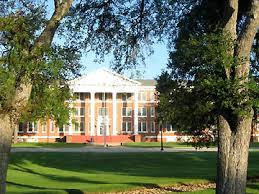
メアリー・ハーディン＝ベイラー大学

メアリー・ハーディン＝ベイラー大学は市中心部のすぐ北に340エーカー（1,376,000m2）のキャンパスを構えている。同学は1845年にベイラー大学と共に創立したバプテスト系私立大学で、1866年にその女子部がベイラー女子大学として分離独立、1886年にウェーコからベルトンに移転してきた。その後、1971年に共学化し、1978年に現称に改められた。同学は教養、経営、教育、看護、芸術、キリスト教の6学部を有し、学部に40、大学院修士課程に8つ、博士課程に3つの専攻プログラムを有し、約3,900人の学生を抱えている。メアリー・ハーディン＝ベイラー大学は、USニューズ&ワールド・レポートの大学ランキングでは、西部の「地方区の大学」の中で50位前後という評価を受けている。
ベルトンにおけるK-12課程はベルトン独立学区の管轄下にある公立学校によって主に支えられている。同学区は就学前教育校1校、小学校9校、中学校3校、高校2校を有し、約11,000人の児童・生徒を抱えている。

## 人口推移
以下にベルトン市における1870年から2010年までの人口推移をグラフおよび表で示す。なお、キリーン・テンプル都市圏全体の人口については、キリーン (テキサス州)#都市圏人口を参照のこと。
| 統計年 | 人口     |
| ------ | -------- |
| 1870年 | 281人    |
| 1880年 | 1,797人  |
| 1890年 | 3,000人  |
| 1900年 | 3,700人  |
| 1910年 | 4,164人  |
| 1920年 | 5,098人  |
| 1930年 | 3,779人  |
| 1940年 | 3,572人  |
| 1950年 | 6,246人  |
| 1960年 | 8,163人  |
| 1970年 | 8,696人  |
| 1980年 | 10,660人 |
| 1990年 | 12,476人 |
| 2000年 | 14,623人 |
| 2010年 | 18,216人 |

## 姉妹都市
ベルトンは日本の宮崎県えびの市と姉妹都市提携を結んでいる（1994年4月21日提携）。

## 註
1. ↑  “Quickfacts.census.gov”. 2023年11月8日閲覧。
2. ↑  Connor, Seymour V. and Mark Odintz. Bell County. Handbook of Texas Online. Texas State Historical Association. 2016年2月17日. 2018年3月6日閲覧.
3. ↑  The Belton Independent. The Portal to Texas History. University of North Texas. 2018年3月6日閲覧.
4. ↑  Lamanna, Mary Ann and Jayme A. Sokolow. Belton Woman's Commonwealth. Handbook of Texas Online. Texas State Historical Association. 2017年8月9日. 2018年3月6日閲覧.
5. 1 2  Long, Christopher. Belton, TX. Handbook of Texas Online. Texas State Historical Association. 2010年6月12日. 2018年3月6日閲覧.
6. ↑  Briuer, Frederick L. Fort Hood. Handbook of Texas Online. Texas State Historical Association. 2018年2月2日. 2018年3月6日閲覧.
7. ↑  City Council. City of Belton. 2018年3月8日閲覧.
8. ↑  Robert Gray AAF. (Form 5010) Airport Master Record. Federal Aviation Administration. 2018年3月1日. 2018年3月11日閲覧.
9. ↑  Airline Information. Killeen-Fort Hood Regional Airport. 2018年3月11日閲覧.
10. ↑  Texas Triangle. America 2050. 2018年3月11日閲覧.
11. ↑  Bryant, David A. Highway 190 is officially Interstate Highway 14 from Cove to Belton. Killeen Daily Herald. 2017年1月26日. 2018年3月11日閲覧.
12. ↑  Dowland, Jacqueline. Interstate through Killeen: Officials celebrate the new I-14. Killeen Daily Herald. 2017年4月23日. 2018年3月11日閲覧.
13. ↑  Bus Stations/Schedules. Arrow Trailways. 2018年3月11日閲覧.
14. ↑  Texas Eagle.  p.1. Amtrak. 2017年11月5日. 2018年3月11日閲覧.
15. ↑  Maps & Timetables, Route Map: Temple. Hill Country Transit District. 2018年3月11日閲覧.
16. 1 2  About UHMB. University of Mary Hardin-Baylor. 2018年3月12日閲覧.
17. ↑  History. University of Mary Hardin-Baylor. 2018年3月12日閲覧.
18. ↑  Programs. University of Mary Hardin-Baylor. 2018年3月12日閲覧.
19. ↑  Best Colleges 2018: Regional Universities West Rankings. U.S. News & World Report. 2017年. 2018年3月12日閲覧.
2018年版（2017年発行）では54位であった。
20. ↑  About Us, School Directory. Belton Independent School District. 2018年3月12日閲覧.
21. ↑  Gibson, Campbell. Population of the 100 Largest Cities and Other Urban Places in the United States: 1790 to 1990. US Census Bureau. 2005年.
22. ↑  姉妹（友好）提携情報: 宮崎県えびの市・アメリカ合衆国テキサス州ベルトン. 自治体国際化協会. 2018年3月14日閲覧.